# Gineceo (botanica)

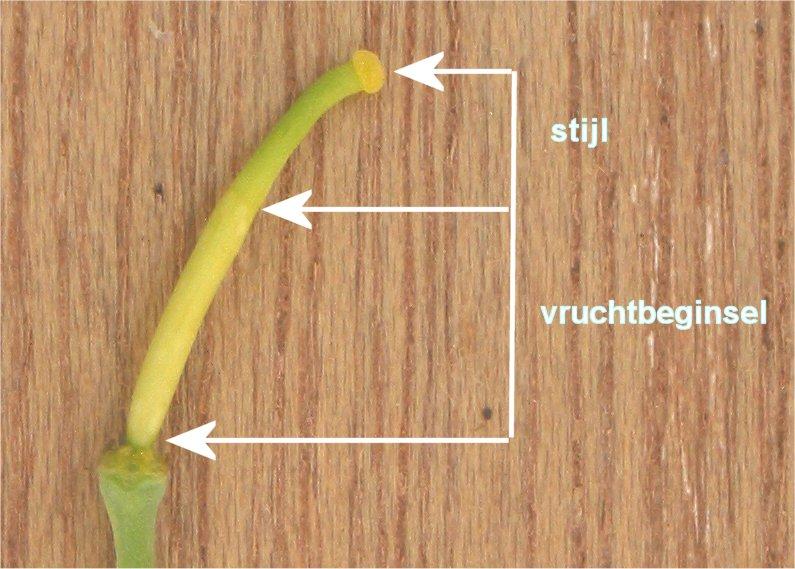
Gineceo di Brassica oleracea

Il gineceo, chiamato anche pistillo (dal lat. pistillum: mano del mortaio), è la parte femminile dei fiori nelle piante angiosperme, ed è la parte che, dopo la fecondazione, origina il frutto. È il quarto verticillo in un fiore completo e può essere formato da uno o più carpelli.

## Caratteristiche
Il gineceo è formato dalle foglie carpellari, o carpelli, nelle quali si produrranno gli ovuli che contengono i gameti femminili. Il gineceo può essere formato da una o varie foglie carpellari libere o unite fra loro; se il gineceo è formato da un solo carpello si definisce monocarpellare, se è formato da più carpelli questi possono essere fusi a formare un'unica cavità (gineceo sincarpico) o rimanere indipendenti a formare un gineceo apocarpico.
Vi si possono distinguere differenti parti:

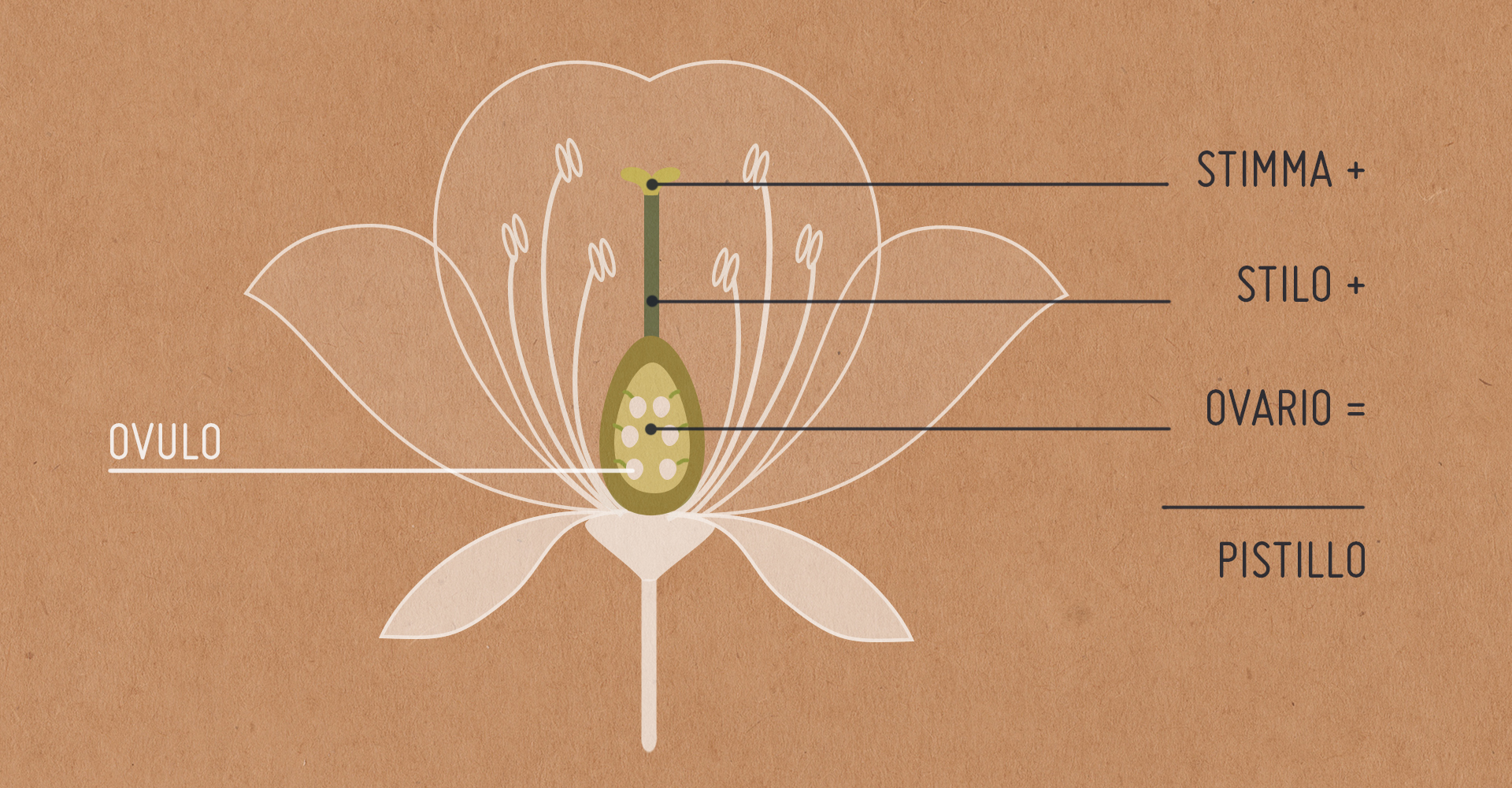

- ovario: destinato a trasformarsi in frutto, costituisce la parte inferiore e contiene una o più cavità dette "loculi" dove si trovano gli ovuli in attesa di essere fecondati e quindi di trasformarsi in semi
- stilo: parte allungata posta in cima all'ovario attraverso il quale passeranno i granuli di polline
- stigma: parte slargata situata alla sommità dello stilo, ha la funzione di accogliere il polline (ovvero il contenitore dei gameti maschili)

Il gineceo può mancare dello stilo (lo stigma in questo caso è detto sessile).

## Approfondimento

Schema delle possibili posizioni dell'ovario I ovario supero, II ovario semiinfero, III ovario infero. a: androceo, g: gineceo, p: petali, s: sepali, r: ricettacolo.

Schema di un ovulo delle gimnosperme e angiosperme.

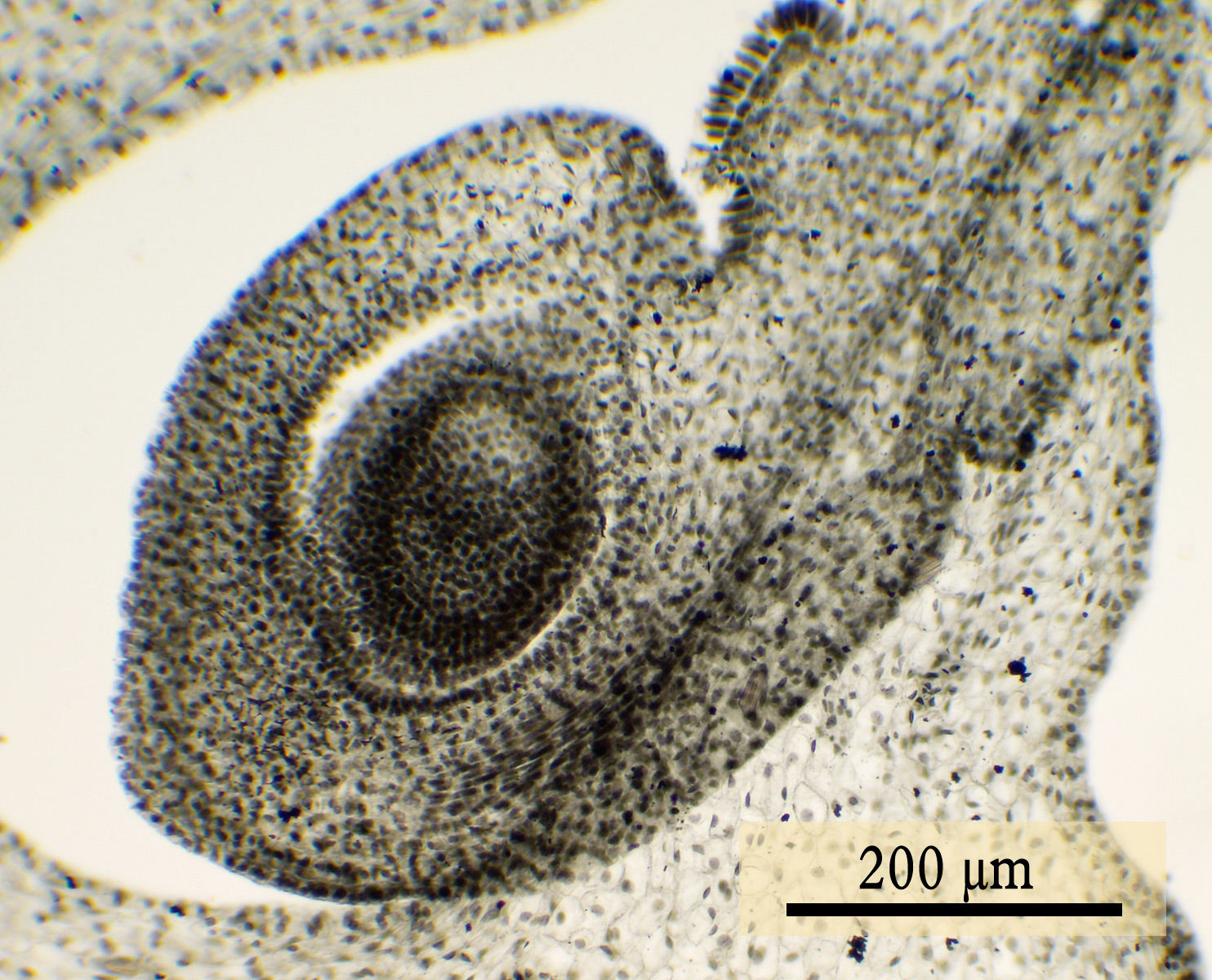
Microfotografia di un ovulo di una monocotiledone.

Nelle angiosperme il gineceo, anche chiamato pistillo, consta di uno o più carpelli o foglie carpellari che formano una cavità, l'ovario, dentro il quale restano protetti gli ovuli o primordi seminali, tanto dalla disseccazione quanto dall'attacco da parte di insetti fitofagi. Il gineceo è costituito di tre parti: l'ovario, parte inferiore ingrossata che forma una cavità o loculo nel cui interno si trovano gli ovuli; lo stilo, una colonna più o meno allungata che sopporta il terzo componente del pistillo: lo stigma. Questo è costituito da un tessuto ghiandolare specializzato per la ricezione dei granuli di polline. In certe occasioni lo stilo può mancare, e in questi casi lo stigma viene detto sessile.
Se i carpelli sono separati o liberi fra loro, il gineceo si definisce dialicarpellare o apocarpico (come succede nei generi Sedum, Kalanchoe e Paeonia); se, al contrario, i carpelli sono saldati fra loro allora si chiama gamocarpellare o sincarpico, che è il più frequente. Nel fiore dialicapellare ogni carpello costituisce un pistillo, mentre nel sincarpico vi è un solo pistillo. Per esempio, la Kalanchoe, con quattro carpelli liberi, presenta quattro pistilli. Nel gineceo gamocarpellare o sincarpico l'unione dei carpelli può realizzarsi soltanto in una porzione dell'ovario, per cui restano liberi tanto gli stili quanto gli stigmi (esempio, il genere Turnera); può includere gli ovari e gli stili, lasciando liberi gli stigmi (come accade nelle composite e nell'Hibiscus), per cui si può determinare il numero di carpelli che conformano il pistillo tramite l'osservazione della quantità di stigmi. Infine, in molte occasioni l'unione o saldatura dei carpelli è totale. In questi casi il numero di carpelli può determinarsi attraverso il numero dei lobuli stigmatici (per esempio, nelle bignoniacee).
Lo stilo è di lunghezza variabile, da meno di 0,5 mm (stigma subsessile) fino a più di 30 cm in certe varietà di mais, conosciuto come barba della pannocchia. Generalmente nasce all'apice dell'ovario, ma può essere laterale o nascere apparentemente alla base (stilo ginobasico). Dal punto di vista anatomico, lo stilo può essere solido o vuoto. Nelle piante con stilo vuoto il tessuto di trasmissione (dove crescono i tubi pollinici per effettuare la fecondazione) è costituito da uno strato di cellule epidermiche abbastanza differenziate che circondano un canale vuoto (il cosiddetto canale stilare). I tubi pollinici crescono dallo stigma verso l'ovario lungo la superficie di questo canale, normalmente attraverso un fine strato di mucillagine. Nelle piante che possiedono stili solidi, invece, le cellule epidermiche si trovano intimamente fuse e non lasciano nessuno spazio fra loro. I tubi pollinici, in questo caso, crescono fra le cellule del tessuto di trasmissione (come nel caso della Petunia
) o attraverso le pareti cellulari (come nel Gossypium
). Il tessuto di trasmissione negli stili solidi include una sostanza intercellulare che contiene pectina, comparabile alla mucillagine che si trova nel canale stilare degli stili vuoti.
Dal punto di vista della distribuzione di entrambi i tipi di stili tra le differenti famiglie di angiosperme, gli stili solidi si considerano tipici delle eudicotiledoni e sono rari nelle monocotiledoni.

Lo stigma ha forma variabile, piumoso nel caso delle graminacee, a cabezuela nel Citrus, lobulato nella Cucurbita, petaloide nella Canna, fino alla forma di ombrellino invertito nel caso della Sarracenia. Ha particolarità strutturali che permettono la germinazione del polline e lo sviluppo del tubo pollinico che arriverà fino agli ovuli. Si è accertato che lo stigma è coperto da proteine idrofile (hidrofilicas) sulla parete esterna; sono probabilmente quelle che agiscono nel riconoscimento del polline adeguato e nelle reazioni di autoincompatibilità, nel qual caso a volte si depositano per fermare la germinazione del polline incompatibile.
Gli stigmi si dividono in due grandi gruppi: stigmi umidi e secchi. Gli stigmi umidi liberano un essudato durante il periodo ricettivo e si presentano nelle famiglie come le Orchidacee, Scrophulariaceae e Solanaceae. Gli stigmi umidi possono presentare papille (stigmi papillosi, come nell'Annona, Mandevilla, Bignonia e Punica) o non presentarle (stigmi non papillosi, nel Citrus, Impatiens, Opuntia e Tamarix). Gli stigmi secchi non liberano secrezioni liquide, bensì producono proteine o cere. Possono essere piumosi (graminacee) o non piumosi e, in questo caso, papillosi (Cordyline, Yucca, Pelargonium) o non papillosi (Asclepias, Capparis, Cyperus).
L'ovario è la parte inferiore del gineceo che contiene gli ovuli da fecondare. È formato da una o più foglie modificate che ricevono il nome di carpelli. Dentro l'ovario vi sono una o più cavità o "loculi" che contengono gli ovuli in attesa di essere fecondati. Gli ovuli sono inseriti dentro l'ovario in una zona chiamata placenta. Nei carpelli possono riconoscersi tre nervi principali, dei quali due percorrono i bordi della foglia carpellare e uniti ad essi nascono gli ovuli; questi nervi si denominano nervi placentari. I nervi centrali del carpello, omologo al mezzo dei nomofili, è il nervo carpellare. Gli ovuli serviranno ad originare i semi e appaiono come protuberanze globose nei bordi delle foglie carpellari. 
Una delle terminologie di descrizione dell'ovario si riferisce al punto di inserzione sopra il ricettacolo dove le altre parti florali (perianzio e androceo) si uniscono e si fissano sulla superficie dell'ovario. Se l'ovario è situato sopra il punto di inserzione, sarà supero; se sotto, infero.
L'ovulo, è l'organo della pianta che si forma nell'ovario e che contiene il sacco embrionale dentro il quale si trova la oosfera o gamete femminile, le cellule sinergidi, la cellula media con i due nuclei polari e le cellule antipodi. Cingente il sacco embrionale si trova la nocella, i tegumenti, la calaza e un funicolo che connette l'ovulo con la placenta. La oosfera proviene da una spora, detta megaspora o macrospora, attraverso un processo, così definito, di megagametogenesi che consiste fondamentalmente in divisioni mitotiche. Il suo nucleo in genere è aploide, ovvero possiede la metà dei cromosomi della pianta che l'ha originato. La oosfera si fonde con uno dei nuclei generativi del granulo di polline durante la doppia fecondazione per originare l'embrione. L'altro nucleo generativo si fonderà con i nuclei polari della cellula media e originerá l'endosperma.

## Placentazione
Si chiama placentazione la disposizione degli ovuli nella cavità dell'ovario. Il numero di placente è, in generale, uguale al numero di carpelli che formano l'ovario. In certi casi, tuttavia, può atrofizzarsi qualcuna delle placente e un ovario pluricarpellare arriva a contenere un ovulo soltanto, come per esempio nelle graminacee (Poaceae) e nelle composite (Asteraceae).
Esistono diversi tipi di placentazione:

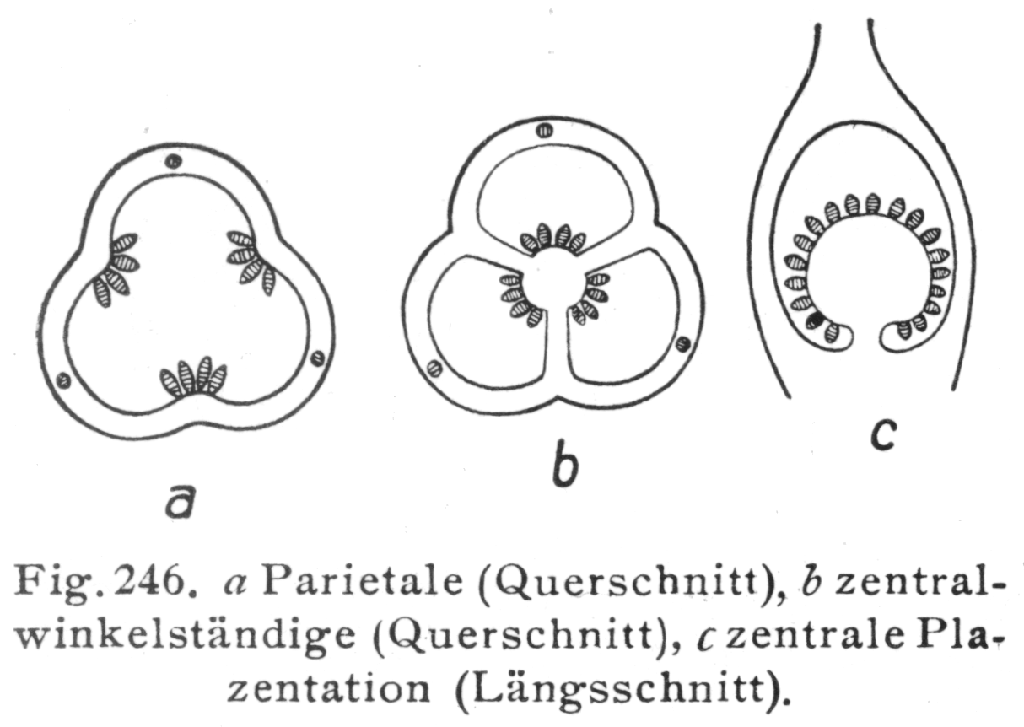
Tipi di placentazione: (a) parietale, (b) ascellare e (c) centrale.

- Placentazione marginale: è propria del gineceo unicarpellare (leguminose) o dialicarpellare (Magnoliacee, Ranunculacee). Ogni carpello ha una sola placenta che corrisponde alla zona di saldatura della foglia carpellare.
- Placentazione parietale: si realizza nel gineceo formato da due o più carpelli saldati ai bordi, formando così una sola cavità nell'ovario, in modo che ogni placenta corrisponde ai margini delle due foglie carpellari contigue. Alcune delle famiglie che presentano questo tipo di placentazione sono: Orchidee, Violacee, Passifloracee e Cucurbitacee. In certi generi si formano falsi divisori sopra la parete dell'ovario aumentando la superficie placentaria: è la cosiddetta placentazione laminare, tipica del genere Papaver. Nelle crucifere (Brassicacee) l'ovario consta di due carpelli uniti ai bordi che delimiterebbero dunque una sola cavità. Nonostante questo, tra le due suture si sviluppa un tramezzo membranoso chiamato replum, il quale separa la cavità in due loculi. Gli ovuli si dispongono in entrambi i fianchi, in due serie per ogni carpello. Una variante di questo tipo di placentazione, difficile da interpretare tramite il mero esame dell'ovario, è quella delle Graminee (Poaceae). In queste specie l'ovario è bicarpellare, uniloculare e uniseminato[11]. La posizione dell'ovulo è laterale, come si deduce dalla posizione del filo, e la placentazione è, di conseguenza, parietale.
- Placentazione ascellare. Succede nel gineceo formato da due o più carpelli saldati dove ognuno porta la placenta nell'angolo centrale, in modo che le suture placentali formano una colonna dentro l'ovario. Gli ovuli di ogni loculo restano così isolati dai vicini tramite dei divisori carpellari. Questo tipo di placentazione è quella che si trova nel Solanum, Citrus, liliacee, Iridacee, e tante altre.
- Placentazione centrale. Il gineceo uniloculare è formato da due o più carpelli uniti e gli ovuli sono fissi sopra una colonna centrale e senza divisori con la parete dell'ovario. Questa colonna può essere un prolungamento basale della placenta, come nelle Primulacee, o è l'insieme delle placente unite che persistono dopo la dissoluzione dei divisori, come nelle cariofillacee.
- Placentazione basale. Questo tipo di placentazione si realizza nelle specie con gineceo pluricarpellare e uniloculare. L'ovulo si dispone nel centro basale della cavità dell'ovario. È tipico delle famiglie delle poligonacee, chenopodiacee e composite.[2][10]